# Unbefugter Gebrauch von Pfandsachen
Der unbefugte Gebrauch von Pfandsachen ist einer der wenigen Fälle der strafbaren Gebrauchsanmaßung im deutschen Strafrecht. Ein weiterer Ausnahmefall ist der unbefugte Gebrauch eines Fahrzeugs (§ 248b StGB).

## Tatbestand
Der Tatbestand des § 290 StGB lautet:
Als öffentliche Pfandleiher gelten Pfandleiher, deren Geschäft durch Publikumsverkehr frei zugänglich ist. Auf eine Konzession kommt es nicht an (§ 34 GewO und die Pflandleiherverordnung sind daher nicht einschlägig).
Der Gebrauch setzt voraus, dass eine Pfandsache gegen den Willen (daher unbefugt) des Verpfänders vom Pfandleiher genutzt wird. Wird der Verpfänder aus seiner Stellung völlig verdrängt, so liegt ein Fall der Unterschlagung (§ 246 StGB) vor. Das Pfand muss also nach dem Gebrauch wieder an den Verpfänder zurückgelangen können.
Auch eine weitere Verpfändung durch den Pfandleiher ist ein Gebrauchmachen des Pfandes.
Auf der subjektiven Seite genügt nach § 15 StGB einfacher Vorsatz.

## Schutzzweck
Der Tatbestand soll den Verpfänder davor schützen, dass ein von ihm verpfändeter Gegenstand durch den Pfandleiher gefährdet wird. Schutzgut ist daher das Eigentum oder der berechtigte Besitz des Verpfänders.
Für die Auslegung hilft zumindest nicht die Einordnung in den Abschnitt der Delikte, die als "strafbarer Eigennutz" bezeichnet werden.